# Tuatha de Danann
Tuatha de Danann (др.‑ирл. Племена богини Дану) — бразильская келтик-метал-группа, сформированная в 1995 году в Варжинье. Она известна своими весёлыми кельтскими танцевальными ритмами, звучанием  флейты, текстами песен, вдохновлёнными кельтской мифологией, и оригинальными шутливыми мотивами, такими как хоры гномов и т. д. 

## Характеристики
Название
В ирландско-кельтской мифологии Tuatha de Danann («Племена богини Дану») — ирландская раса богов, основанная богиней Дану. Эти боги, изначально жившие на «островах на западе», достигли совершенства в использовании магии. Они отправились на большом облаке в страну, которая позже будет названа Ирландией, и поселились там.
Стиль
На своей первой демозаписи (под названием Pendragon) они играли дум-метал. Бразильская фолк-метал-группа, играющая преимущественно пауэр-метал с большим количеством кельтских влияний, традиционными инструментами (включая флейту, вистл, мандолину, волынку) и чистым вокалом, а также вокальными партиями в стиле дэт.
Лирика
Основные темы: кельтский фольклор, фэнтези, социально-политический комментарий.
Дизайн обложек
Внешний вид

## История
В июле-августе 2005 года Tuatha de Danann провели свой первый тур за пределами Бразилии; они выступали во Франции и Германии. Во Франции группа дала концерты в Сен-Бриё, Лангидике, Бресте, Энбоне, Туре, Гренобле и Реймсе, а в Германии группа выступила на фестивале Wacken Open Air.
После перерыва группа вернулась в 2013 году на фестиваль Roça 'n' Roll, организованный фронтменом Бруно Майей; в ходе мероприятия они выступили с Мартином Уолкиером (ex-Sabbat, ex-Skyclad).
В 2015 году они выпустили Dawn of the New Sun, свой первый альбом после Trova di Danú (2004). В период между этими двумя релизами от Tuatha de Danann отделились две группы: Kemunna и Tray of Gift. Майя также выпустил сольный альбом Braia.
В 2020 году они выпустили In Nomine Élreann, содержащий 11 песен, девять из которых являются традиционными ирландскими песнями. Одна из оригинальных песен, «King», была воспринята как критика президента Бразилии Жаира Болсонару.

## Участники
Текущий состав

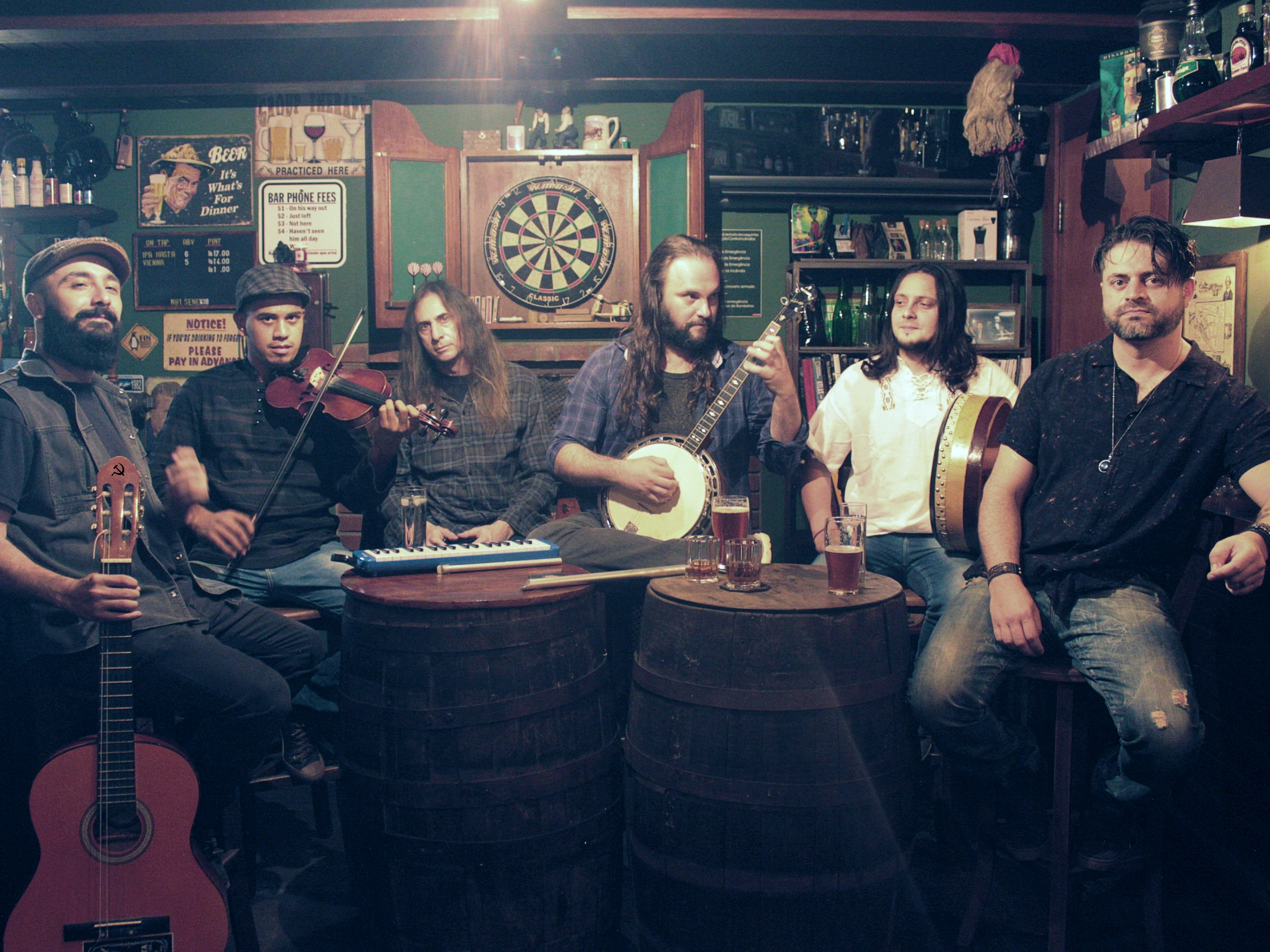
Участники группы.

- Bruno Maia – вокал, гитары, флейта, вистл, мандолина, боуран (1994–2010, 2013–н. в.),
- Giovani Gomes – бас, харш-вокал (1999–2010, 2013–н. в.)

Бывшие участники
- Edgard Britto – клавишные (2003–2010, 2013–2024. Умер 13 ноября 2024 года[6].
- Rogério Vilela – бас (1995–1999)
- Wilson Melkor – ударные (1995–2000)
- Felipe Batiston – клавишные (1995–2000)
- Marcos Ulisses – вокал (1998–1999)
- Leonardo Godtfriedt – клавишные, скрипка (2000–2002)
- Rafael Castro – клавишные, пианино (2002–2003)
- Rodrigo Berne - лид-гитара (1994 -2010, 2013-2017 )
- Alex Navar - ирландская волынка ( 2013- 2018)
- Rodrigo Abreu – ударные, перкуссия (2000–2010, 2013–2018)

## Дискография
Альбомы
- Tingaralatingadun (2001)
- The Delirium Has Just Began... (2002)
- Trova di Danú (2004)
- Dawn of a New Sun (2015) — 8.0/10[7]
- In Nomine Éireann (2020)
- The Nameless Cry (2023)

Прочее
- The Last Pendragon (1996) – демо под названием Pendragon
- Faeryage (1998) – демо
- Tuatha de Danann (1999) – мини-альбом
- Acoustic Live (2009) – Acoustic DVD
- Tuatha de Danann (2016) – мини-альбом[комм. 1]
- The Tribes of Witching Souls (2019) — мини-альбом 7.5/10[8]
- ...of Trovas and Spells (2021) – сборник[комм. 2]
- Live Covid Sessions - A Tribute to Martin Walkyier and Skyclad (2023) – Концертный альбом